# Akademia Nauk Albanii
Akademia Nauk Albanii (alb. Akademia e Shkencave e Shqipërisë) – państwowa instytucja naukowa, działająca w Albanii jako placówka skupiająca najwybitniejszych albańskich uczonych, a także jako zespół wspólnie zarządzanych państwowych instytutów naukowych, których celem jest prowadzenie badań o możliwie najwyższym poziomie naukowym.

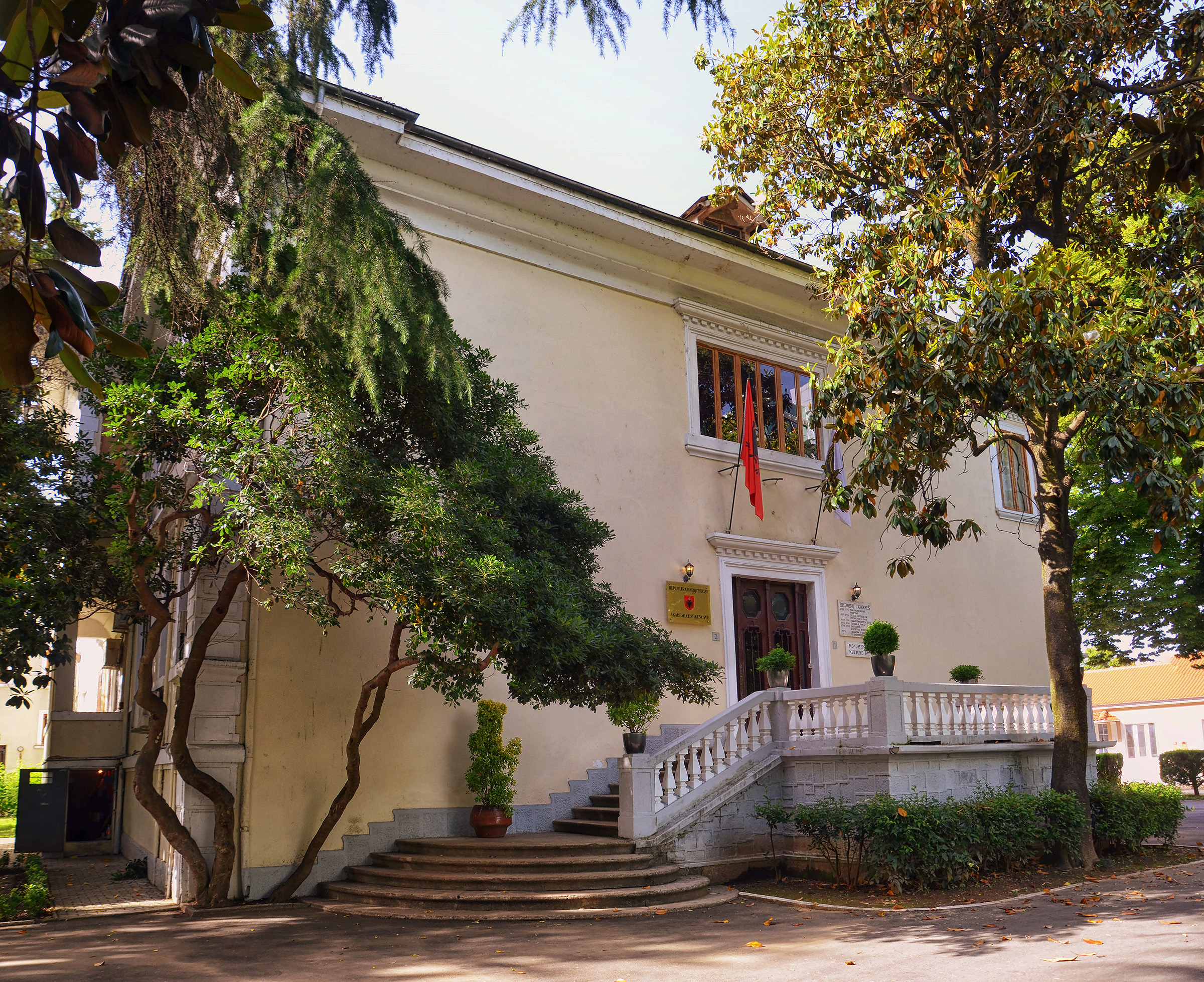
Siedziba Akademii Nauk Albanii

## Historia
Akademia powstała 10 października 1972, na mocy dekretu Prezydium Zgromadzenia Ludowego, z inicjatywy prof. Aleksa Budy. Zebranie założycielskie odbyło się 25 stycznia 1973. Początkowo w jej skład wchodziło 17 członków i 5 członków korespondentów. Do chwili obecnej jest najważniejszą instytucją naukową, działającą w Albanii. Członkowie Akademii mają prawo używania tytułu „akademika”. W 2010 w skład Akademii wchodziło 28 członków zwykłych, 11 członków stowarzyszonych i 26 członków honorowych. Od czerwca 2017 działa powołana przy ANA Akademia Młodych (Akademisë së të Rinjve). Od 2019 jej prezesem jest matematyk, prof. Skënder Gjinushi, a wiceprezesem muzyk i kompozytor Vasil Tole.

## Struktura
Obecna siedziba Akademii Nauk Albanii mieści się w dawnej rezydencji króla Zoga I, w sąsiedztwie budynku parlamentu. W obecnym kształcie Akademia składa się z dwóch sekcji: Nauk Społecznych i Albanologii oraz Sekcji Nauk Przyrodniczych i Technicznych. Przy Akademii działa wydawnictwo i największa w kraju biblioteka naukowa. Powstała w 1975, w 1986 jej zasoby przekraczały 8 mln woluminów.

## Prezesi Akademii Nauk Albanii
- 1972–1993: Aleks Buda (historia)
- 1993–1997: Shaban Demiraj (językoznawstwo)
- 1997–2008: Ylli Popa (medycyna)
- 2008–2009: Teki Biçoku (geologia)
- 2009–2014: Gudar Beqiraj (matematyka)
- 2014–2017: Muzafer Korkuti (archeologia)
- 2017–2019: Gudar Beqiraj (matematyka)[2]
- od 2019: Skënder Gjinushi (matematyka)

## Nagrody
Od 2016 Akademia Nauk Albanii przyznaje nagrody za wybitne osiągnięcia naukowe: w dziedzinie nauk społecznych i albanologii (nagroda Çabej); w dziedzinie nauk technicznych i przyrodniczych (nagroda Radovicka), a także nagrodę za całokształt kariery naukowej i dla młodych badaczy.

## Publikacje
Od 1964 Akademia Nauk Albanii wydaje półrocznik Studia Albanica.